# Naríntél járás
Naríntél járás (mongol nyelven: Нарийнтээл сум) Mongólia Dél-Hangáj tartományának egyik járása. Területe 2700 km². Népessége kb. 4300 fő.
Székhelye Cagán-Ovó (Цагаан-Овоо), mely 366 km-re délnyugatra fekszik Arvajhér tartományi székhelytől.